# Béguinage de Turnhout
Le béguinage de Turnhout est l'un des béguinages flamands inscrit sur la Liste du patrimoine mondial de l'UNESCO en 1998.
Aucune date de fondation exacte n'est connue pour le béguinage de Turnhout, mais il a probablement été fondé au XIIIe siècle.
La guérite classique et la place allongée bordée d'arbres caractérisent ce béguinage. Il y a une église baroque bien conservée, une infirmerie et des maisons des XVIe et XVIIe siècles.
La dernière béguine, la grande demoiselle Anna De Boer, est décédée en 2002.
Un musée présente les aspects culturels de la béguine.

## Photos

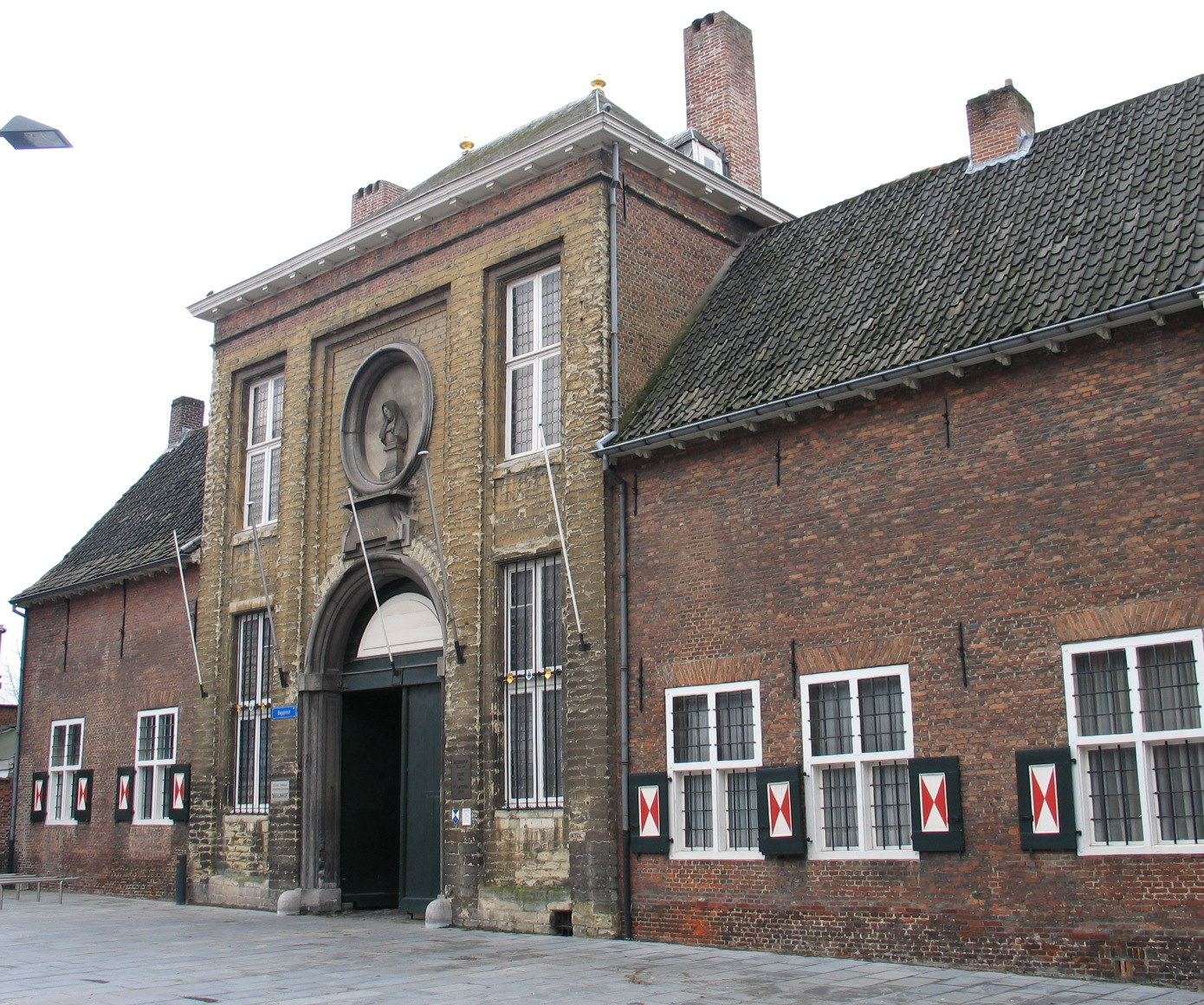
Porte
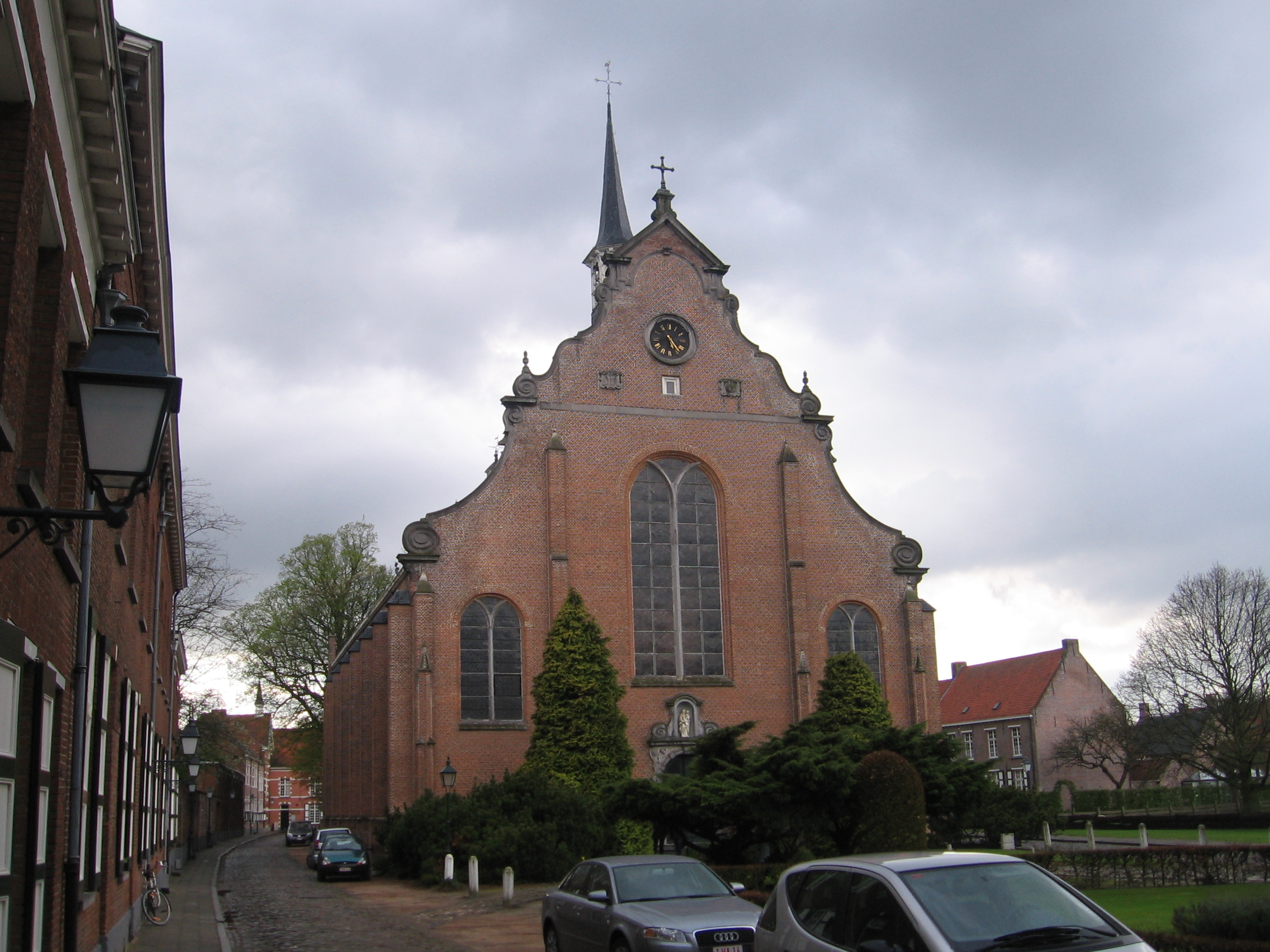
Église
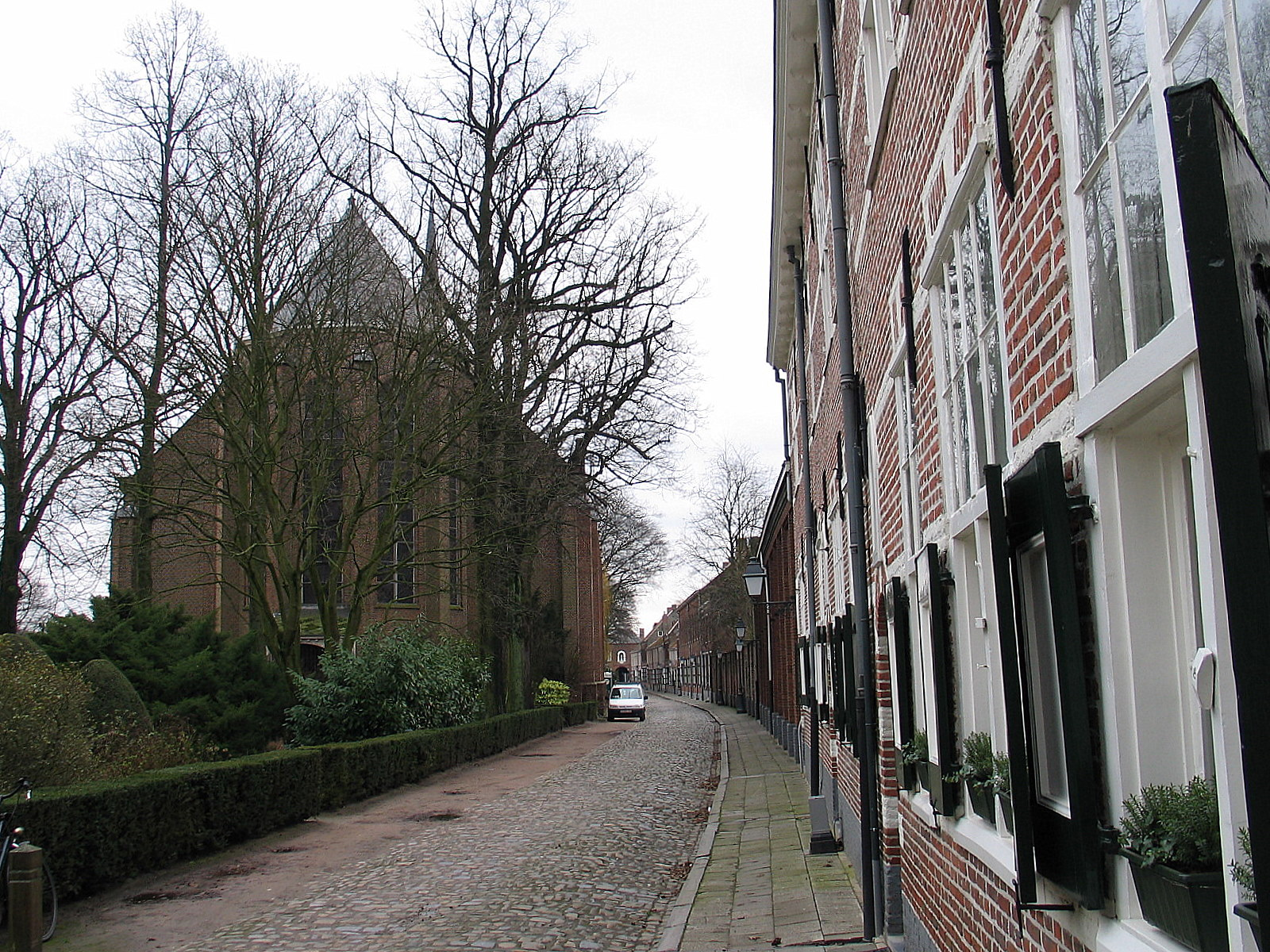
Rue

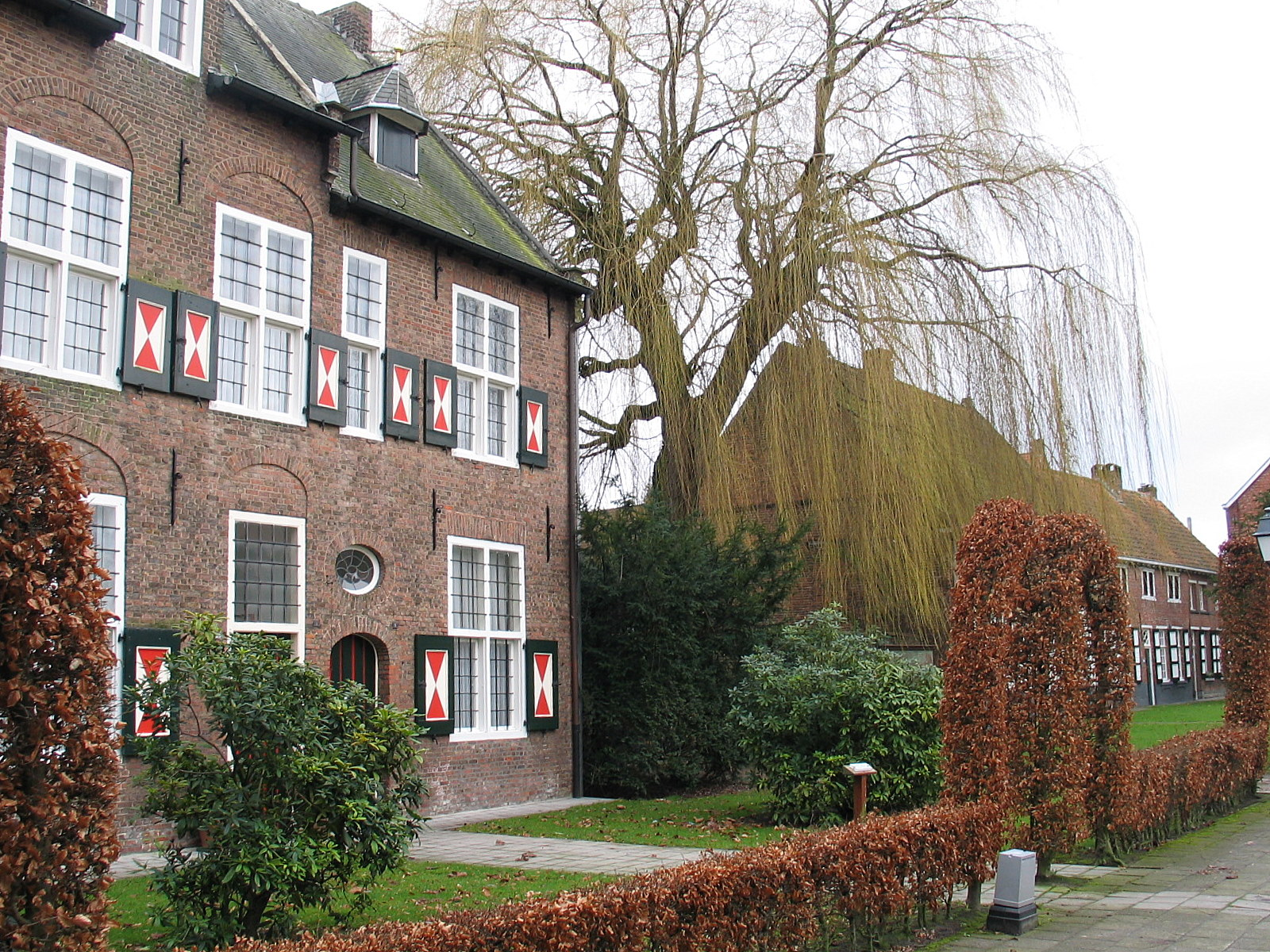
Maison
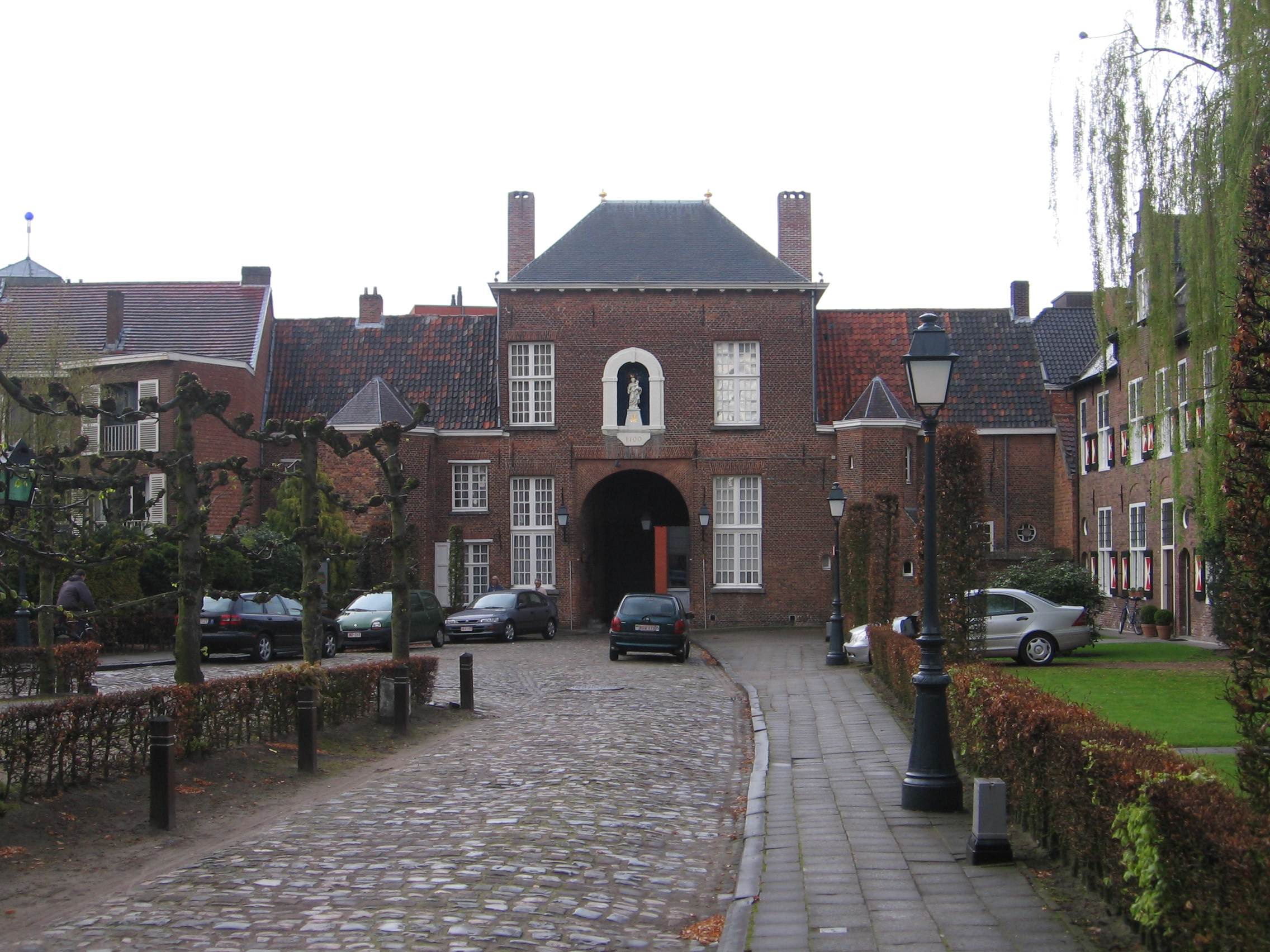
Porte (à l'intérieur)
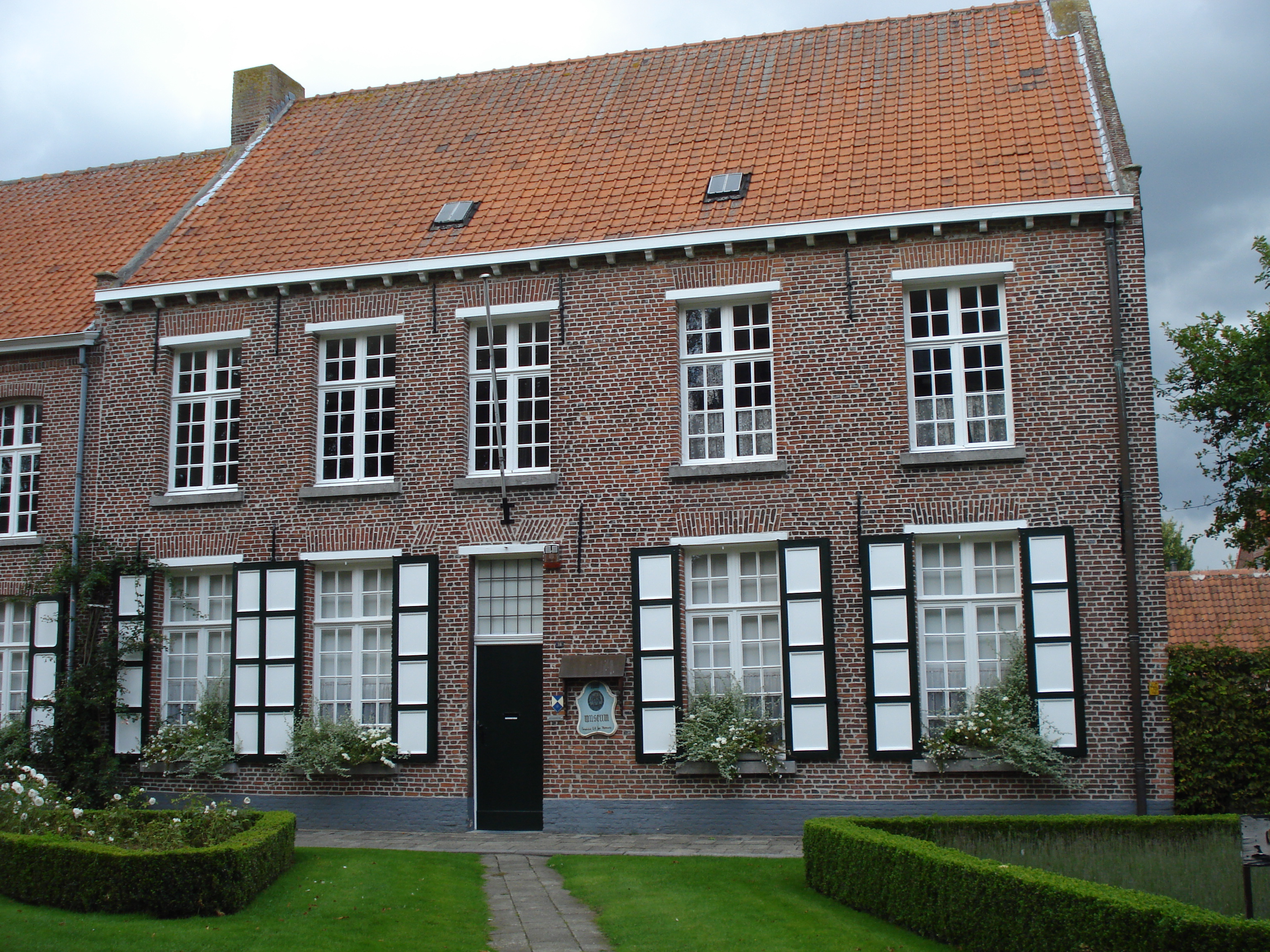
Musée du Béguinage (extérieur)